# Natasha Domínguez
Natasha Alexandra Domínguez Boscán (Caracas, 26 de marzo de 1990) es una actriz venezolana. 
Fue una de las finalistas del certamen Elite Model Look Venezuela 2006, realizado en su natal Caracas, Venezuela, el 10 de octubre de 2006. Representó al estado Sucre en el certamen Miss Venezuela 2008, el 10 de septiembre de 2008, y ganó el título de la Primea finalista.
Representó a Venezuela en el Reinado Internacional del Café 2009, en Manizales, Colombia, el 10 de enero de 2009, y ganó el título de segunda finalista.

## Carrera
Inició su carrera actoral con Telemundo en 2012, representando a "Anita" en "El rostro de la venganza". También participó en Grachi de la tercera temporada como Maggie. Su trabajo como actriz más reciente fue con Univisión como “Amanda Cuadrado” en “La Piloto” y de nueva cuenta regresó a Telemundo en 2018 como “Ashley Johnson” en “Mi Familia Perfecta”.

## Filmografía

### Películas
| Año  | Título         | Personaje | Notas |
| ---- | -------------- | --------- | ----- |
| 2016 | Love Kills     | Lucrecía  |       |
| 2018 | Down's Revenge | Kaite     |       |

### Televisión
| Año       | Título                               | Personaje                          | Notas                               |
| --------- | ------------------------------------ | ---------------------------------- | ----------------------------------- |
| 2012      | El Talismán                          | Muñeca                             |                                     |
| 2012      | El rostro de la venganza             | Anita                              |                                     |
| 2013      | Grachi                               | María Graciela "Maggie" de la Isla | 5 episodios                         |
| 2013      | Marido en alquiler                   | Diosa                              | 56 episodioss                       |
| 2014      | Voltea pa' que te enamores           | Felicia Amezcua                    | 123 episodios                       |
| 2015      | Demente criminal                     | Marcela Celaya                     | 50 episodios                        |
| 2017      | La doble vida de Estela Carrillo     | Amanda Cuadrado (cameo)            | Episodio: "Final: Parte 2"          |
| 2017      | La Piloto                            | Amanda Cuadrado                    | 55 episodios                        |
| 2017      | Milagros de Navidad                  | Elisa Romero                       | Episodio: "Una sorpresa para Elisa" |
| 2018      | Mi familia perfecta                  | Ashley Johnson                     |                                     |
| 2019-2020 | El Dragón: El regreso de un guerrero | Claudia                            |                                     |
| 2022      | Los ricos tambien lloran             | Tamara                             |                                     |